# Distretto di Sagsaj
Il distretto di Sagsaj è uno dei quattordici distretti (sum) in cui è suddivisa la provincia del Bajan-Ôlgij, in Mongolia. Conta una popolazione di 5.089 abitanti (censimento 2009).